# Todos detrás de Momo (álbum)
Todos detrás de Momo es un disco del dúo uruguayo Los Olimareños. Fue publicado en vinilo por el sello Orfeo en 1971 y reeditado en CD por Ayuí en 2018. 
Es usualmente citado como una obra fundamental para la música popular uruguaya, fundamentalmente por tratarse del primer disco en clave de murga, pero no interpretado por una murga, con músicas propias (a diferencia de lo que habitualmente hacían las murgas, que tomaban músicas ajenas para interpretar con otra letra).

## Estilo musical y letras
Si bien el mismo dúo había previamente compuesto canciones donde se podía entrever un estilo murguero (“Al Paco Bilbao”, por ejemplo), algo que también había hecho José Carbajal en “A mi gente”, lo rupturista de este álbum es que el sonido de murga monopoliza casi absolutamente toda la obra. Más allá de eso, pueden distinguirse otros géneros musicales, como la chamarrita, la milonga, el vals criollo, el tango, el candombe o el rock and roll. 
Se trata de un álbum conceptual. Todos los temas tienen al dúo acompañado de una batería de murga (bombo, platillo y redoblante). Al final de cada surco, se escucha el nombre del álbum, lo que funciona como marca de unidad del disco.  Cuatro de los temas del álbum son letras recitadas, no cantadas. 
En las letras, se realizan gran cantidad de referencias a la situación política del momento, en ocasiones de manera solapada, en otras en forma más directa, al menos en el contexto de la época, donde, por ejemplo, las expresiones “el despegue” o “el cuello de botella” eran usualmente utilizadas por los gobernantes uruguayos.   En muchas de las canciones, el humor es parte fundamental de lo que se dice, así como de la interpretación de las letras.  

## Recepción
Pese a que el grupo era de los más populares del país en el momento de su publicación, este álbum en particular no tuvo buenas ventas. El propio Pepe Guerra admite que tuvieron “una cierta desazón al comprobar que la gente no había entendido esa propuesta”.
Sin embargo, la influencia de este disco en músicos de generaciones posteriores es notoria, fundamentalmente para aquellos que a partir de la segunda mitad de la década de los 70 popularizaron canciones en clave de murga, algo que aparece como natural en la música popular uruguaya, pero que no lo era en ese momento.

## Canciones versionadas
Por tratarse de una obra pensada como unidad, pocas canciones del álbum se volvieron populares por sí solas.  La gran excepción es “Retirada”, que volvió a ser versionada por el propio dúo posteriormente, bajo el nombre “Noche, noche”. También el grupo Los que Iban Cantando grabó una versión de esta canción. 
Larbanois & Carrero junto a Pepe Guerra grabaron la canción “El campo grande” para su disco en conjunto grabado en vivo en 2015.

## Lista de canciones
Todas las canciones escritas y compuestas por Rubén Lena y Los Olimareños (música) y Rubén Lena (letras). 
| Lado A |                          |          |  |
| N.º    | Título                   | Duración |  |
| 1.     | «Presentación»           |          |  |
| 2.     | «La yarará»              |          |  |
| 3.     | «Momo»                   |          |  |
| 4.     | «Los cabezudos»          |          |  |
| 5.     | «La cumparsa»            |          |  |
| 6.     | «Carro»                  |          |  |
| 7.     | «Los grandes caballeros» |          |  |
| 8.     | «El campo grande»        |          |  |
| 9.     | «Por campos de adoquín»  |          |  |
| 10.    | «Boca de tormenta»       |          |  |
| 11.    | «El Babieca»             |          |  |

| Lado B |                            |          |  |
| N.º    | Título                     | Duración |  |
| 1.     | «Los representativos»      |          |  |
| 2.     | «Mirando en desafío»       |          |  |
| 3.     | «La bella Colombina»       |          |  |
| 4.     | «¿Su carnet de identidad?» |          |  |
| 5.     | «El Piedra»                |          |  |
| 6.     | «El gran remate»           |          |  |
| 7.     | «El despegue»              |          |  |
| 8.     | «El Zorro plum»            |          |  |
| 9.     | «La bocina»                |          |  |
| 10.    | «El cuello de botella»     |          |  |
| 11.    | «El planeamiento»          |          |  |
| 12.    | «Retirada»                 |          |  |

## Ficha técnica
Letras: Rubén Lena
Músicas: Rubén Lena y Los Olimareños
Ingenieros de sonido: Bordes y De León
Músicos participantes: José Luis Guerra (voz y guitarra), Braulio López (voz y guitarra), Murga Nuevos Saltimbanquis (percusión)  